# 燥樹排
燥樹排，是台灣新竹縣竹東鎮的一個傳統地域名稱，位於該鎮南部。相較於今日行政區，其範圍大致為瑞峰里北部。

## 歷史
台灣清治末期至日治前期，燥樹排地區為一街庄，稱為「燥樹排庄」，隸屬於竹北一堡。該庄西北與大湖庄為鄰，北與員崠仔庄為鄰，東隔上坪溪與田藔坑庄為界，南邊為上坪庄，西邊為大坪庄。
1901年（日治明治三十四年）11月，全台設二十廳，該庄隸屬於新竹廳。1909年（明治四十二年）10月，合併二十廳為十二廳，該庄隸屬不變。1920年（大正九年），廢十二廳改設五州二廳，該庄改制為「燥樹排」大字，隸屬於新竹州竹東郡竹東街。
戰後竹東街改制為竹東鎮，隸屬於新竹縣，大字亦改制為里。1950年桃、竹、苗分治，竹東鎮隸屬不變。

## 交通
縣道122號又稱「南清公路」，是南寮至五峰土場的道路，大致以縱向蜿蜒經過燥樹排地區東部上坪溪左岸地帶，向北可前往竹東市區、國道1號新竹交流道、新竹市區、南寮等地，向南可前往上坪、五峰、土場等地。